# Seznam bombnikov prve svetovne vojne

### A
- AEG G.IV (Nemško cesarstvo)

- AirCo DH.4 (Združeno kraljestvo)
- AirCo DH.5 (Združeno kraljestvo)
- AirCo DH.9 (Združeno kraljestvo)
- AirCo DH.10 (Združeno kraljestvo)
- Airco DH.9 (Velika Britanija)
- Albatros C.III (Nemško cesarstvo)

- Anatra D-Series (Rusko carstvo)
- Ansaldo SVA (Primo) (Kraljevina Italija)
- Avro 504 (Združeno kraljestvo)
- Avro 523 Pike (Združeno kraljestvo)
- Avro 529 (Združeno kraljestvo)

### B
- Blackburn R.T.1 Kangaroo (Združeno kraljestvo)
- Breguet Br.5 (Francija)

### C
- C.23 (Francija)
- Caproni Ca.1 (Kraljevina Italija)
- Caproni Ca.3 (Kraljevina Italija)
- Caproni Ca.4 (Kraljevina Italija)
- Caudron Ca.6 (Francija)
- Caudron Ca.9 (Francija)
- Curtiss Wanamaker Model 3 (Združeno kraljestvo)

### F
- Fairey Campania (Združeno kraljestvo)

- Farman MF.11 Shorthorn (Združeno kraljestvo)
- Friederichshafen FF.33 (Nemško cesarstvo)
- Friederichshafen FF.45 (G.III) (Nemško cesarstvo)

### G
- Gotha G.IV (Nemško cesarstvo)
- Gotha V (Nemško cesarstvo)

### H
- Handley Page Type O (Združeno kraljestvo)
- Handley Page V/1500 (Združeno kraljestvo)

### L
- Letord LET (Francija)
- LFG Roland C.II (Nemško cesarstvo)
- Lohner B.VII (Avstro-Ogrska)
- LVG C.II (Nemško cesarstvo)

### M
- Martin MB-1 Glenn Martin Bomber (ZDA)
- Martinsyde G-series Elephant (Združeno kraljestvo)

### R
- Royal Aircraft Factory B.E.2 (Združeno kraljestvo)
- Royal Aircraft Factory B.E.8 (Združeno kraljestvo)
- Royal Aircraft Factory F.E.2 (Združeno kraljestvo)
- Rumpler G Series (Nemško cesarstvo)
- Rumpler Taube (Nemško cesarstvo)

### S
- Siemens Schuckert R.VIII (Nemško cesarstvo)

- Sikorski S-23 V Ilija Murovec  (Rusko carstvo)
- Sopwith 1-1/2 Strutter (Združeno kraljestvo)
- Sopwith Baby (Združeno kraljestvo)
- Sopwith Gunbus (Združeno kraljestvo)
- Sopwith Rhino (Združeno kraljestvo)
- Sopwith Tabloid (Združeno kraljestvo)